# 紹博爾奇·瓦爾加
紹博爾奇·瓦爾加（匈牙利語：Szabolcs Varga；1995年3月17日—）是一位匈牙利足球運動員。在場上的位置是中場。他現在效力於荷蘭足球甲級聯賽球隊海倫芬體育俱樂部。他也代表匈牙利國家足球隊參賽。